# Date Tsunamura
Date Tsunamura est un nom japonais traditionnel ; le nom de famille (ou le nom d'école), Date, précède donc le prénom (ou le nom d'artiste).
Date Tsunamura (伊達 綱村, 29 avril 1659-5 août 1719) est un daimyo (seigneur féodal) du milieu du XVIIe siècle du Japon des Tokugawa dont la vie est au centre du Date sōdō ou « incident Date », très grave conflit entre nobles de cette époque.
Tsunamura, dont le nom de naissance est « Kamechiyo », devient daimyo en 1660 à l'âge d'un an, sous la tutelle de ses oncles Munekatsu et Muneyoshi. Son grand-père, Date Tadamune, est mort deux ans auparavant, et son père Tsunamune est déposé de sa situation de seigneur par les manipulations politiques de ses oncles.
Pendant dix ans, les gens du commun, les paysans et vassaux des Date se plaignent de la mauvaise gouvernance de ses oncles et un certain nombre de soulèvements violents éclatent. En 1671, les événements se précipitent quand Aki Muneshige, un proche des Date, dépose une plainte officielle à la capitale. Après une série d'enquêtes et le scandaleux assassinat de Muneshige, l'autorité de Tsunamura est confirmée, et ses oncles punis.

## Source de la traduction
- (en) Cet article est partiellement ou en totalité issu de l’article de Wikipédia en anglais intitulé « Date Tsunamura » (voir la liste des auteurs).